# Tuti Faal
Tuti Faal (auch als Tuti Faal Jammeh bekannt; geb. in Kembujeh) ist eine ehemalige First Lady des westafrikanischen Staates Gambia. Als Ehefrau des Staatspräsidenten Yahya Jammeh war sie von 1994 bis zu ihrer Scheidung 1998 First Lady.

## Leben
Tuti Faals Familie stammte aus Mauretanien. Faal arbeitete beim gambischen Kommunikationsunternehmen Gambia Telecommunications Company (GAMTEL).
Yahya Jammeh heiratete Tuti Faal im September 1994, wenige Monate nach dessen erfolgreichem Putsch. Es war Jammehs erste Ehe.
Tuti Faal sprach unter anderem auf der UN-Weltfrauenkonferenz 1995 in Peking über die Situation der Frauen in Gambia. Im Oktober 1997 reiste sie mit ihrem Mann bei einer Auslandsreise nach Großbritannien.
Da die mit Ehe kinderlos blieb, soll Jammeh sie 1998 zu gynäkologischen Untersuchungen nach Saudi-Arabien geschickt haben. Im Dezember 1998 heiratete er Zineb Jammeh und ließ sich wenig später, während Tuti Faal noch abwesend war, von ihr scheiden. Nach der Scheidung verließ Tuti Faal das State House und ließ sich zunächst in ihrem Heimatort Kembujeh nieder.
Später verbrachte sie zwei Jahre in Mauretanien, bevor sie Anfang 2006 nach Gambia zurückkehrte. Die gambische Presse kolportierte, dass Jammeh ihr ein Haus habe bauen lassen und sie dort regelmäßig besucht habe. Auch von einer erneuten Vermählung mit Jammeh war die Rede.
2015 beantragte sie in den USA politisches Asyl und lebte in Seattle.